# Ain Hanech
Ain Hanech (arabisch عين الحنش) ist die Bezeichnung für eine Gruppe von archäologischen Fundstellen im Nordosten von Algerien, in der Provinz Sétif, rund sieben Kilometer nördlich von El Eulma. Aus bis zu 1,77 Millionen Jahre alten Schichten dieser Fundstätte wurden hier insbesondere zahlreiche Steinwerkzeuge aus der Kultur des Oldowan geborgen. Sie stammen folglich aus einer Epoche, in der Individuen der Gattung Homo erstmals Gebiete außerhalb Afrikas besiedelt haben. Nordafrika gilt als wahrscheinlicher Siedlungsraum der Vorfahren oder Verwandten dieser Individuen.

## Forschung
Die Fundstätte Ain Hanech wurde erstmals 1947 von dem französischen Anthropologen Camille Arambourg wissenschaftlich beschrieben. Wenige hundert Meter von der namensgebenden, von Arambourg entdeckten Fundstelle Ain Hanech entfernt wurden auf einer Fläche von mehr als einem Quadratkilometer später noch die Fundstellen Ain Boucherit, El-Kherba und El-Beidha erschlossen. Oberflächliche Erkundungen fanden Anfang der 1950er-Jahre statt, systematische Ausgrabungen folgten erst ab 1992.
Für die seit 1992 bekannte Fundstelle El-Kherba wurde beispielsweise versucht, anhand von Ablagerungen im Boden zu rekonstruieren, in welchem Klima die frühen Hominini vor rund 1,8 Millionen Jahren in Nordafrika lebten. Die mikroskopische Untersuchung der Sedimente ergab, dass die ältesten archäologischen Schichten von El Kherba aus paläoökologischer Sicht als Belege für ein gemäßigtes Klima mit zunehmenden Niederschlägen während der Regenzeiten interpretiert werden können. Aus der Abfolge der Schichten kann einer Fachveröffentlichung zufolge jedoch auch geschlossen werden, dass es damals einen allmählichen Übergang von einer feuchten zu einer trockeneren Umgebung gab. Zu dieser Umweltveränderung passen Veränderungen in der Zusammensetzung der Tierarten, die ebenfalls als Beleg für eine zunehmende Offenheit der Landschaft infolge eines allmählich arideren Klimas interpretiert wurden.

## Belege
1. ↑  Mathieu Duval, Mohamed Sahnouni, Josep M. Parés et al.: On the age of Ain Hanech Oldowan locality (Algeria): First numerical dating results. In: Journal of Human Evolution. Band 180,2023, 103371, doi:10.1016/j.jhevol.2023.103371.
2. ↑  Mohamed Sahnouni: Les plus vieilles traces d’occupation humaine en Afrique du Nord: Perspective de l’Ain Hanech, Algérie. In: Comptes Rendus Palevol. Band 5, Nr. 1–2, 2006, S. 243–254, doi:10.1016/j.crpv.2005.09.019.
3. ↑  Camille Arambourg: Les vertébrés fossiles des formations continentales des plateaux constantinois. In: Bulletin de la Société d’Histoire Naturelle de l’Afrique du Nord. Band 38, 1947, S. 45–48.
4. ↑  Salah Abdessadok, Mohamed Sahnouni, Zoheir Harichane et al.: The Sedimentary Context of El Kherba Early Pleistocene Oldowan Site, Algeria: Sediment and Soil Micromorphology Studies. In: Frontiers in Earth Science. Section Quaternary Science, Geomorphology and Paleoenvironment. Band 10, 2022, doi:10.3389/feart.2022.893473.